# Szlovák férfi kézilabda-bajnokság (első osztály)
Az Extraliga a legmagasabb osztályú szlovák férfi kézilabda-bajnokság. A bajnokságot 1994 óta rendezik meg. Jelenleg tizenegy csapat játszik a bajnokságban, a legeredményesebb klub, egyben a címvédő a Tatran Prešov.

## Kispályás bajnokságok
| Év   | 1. hely                                           | 2. hely                                           | 3. hely                                           |
| ---- | ------------------------------------------------- | ------------------------------------------------- | ------------------------------------------------- |
| 1994 | Lokomotíva Trnava                                 | Tatran Prešov                                     | ŠKP Bratislava                                    |
| 1995 | Agro VTJ Topoľčany                                | VSŽ Košice                                        | Tatran Prešov                                     |
| 1996 | Agro VTJ Topoľčany                                | VSŽ Košice                                        | Lokomotíva Trnava                                 |
| 1997 | VSŽ Košice                                        | ŠKP Bratislava                                    | Agro VTJ Topoľčany                                |
| 1998 | HC Topoľčany                                      | VSŽ Košice                                        | ŠKP Bratislava                                    |
| 1999 | VSŽ Košice                                        | ŠKP Bratislava                                    | Tatran Prešov                                     |
| 2000 | ŠKP Sečovce                                       | 1. MHK Košice                                     | ŠKP Bratislava                                    |
| 2001 | ŠKP Sečovce                                       | 1. MHK Košice                                     | Štart Nové Zámky                                  |
| 2002 | MŠK Povážská Bystrica                             | ŠKP Sečovce                                       | Štart Nové Zámky                                  |
| 2003 | MŠK Povážská Bystrica                             | Tatran Prešov                                     | Štart Nové Zámky                                  |
| 2004 | Tatran Prešov                                     | MŠK Povážská Bystrica                             | 1. MHK Košice                                     |
| 2005 | Tatran Prešov                                     | MŠK Povážská Bystrica                             | Štart Nové Zámky                                  |
| 2006 | MŠK Povážská Bystrica                             | Tatran Prešov                                     | 1. MHK Košice                                     |
| 2007 | Tatran Prešov                                     | MŠK Povážská Bystrica                             | Štart Nové Zámky                                  |
| 2008 | Tatran Prešov                                     | 1. MHK Košice                                     | Štart Nové Zámky                                  |
| 2009 | Tatran Prešov                                     | 1. MHK Košice                                     | MŠK Povážská Bystrica                             |
| 2010 | Tatran Prešov                                     | MŠK Hlohovec                                      | Štart Nové Zámky                                  |
| 2011 | Tatran Prešov                                     | 1. MHK Košice                                     | Štart Nové Zámky                                  |
| 2012 | Tatran Prešov                                     | HC Sporta Hlohovec                                | Štart Nové Zámky                                  |
| 2013 | Tatran Prešov                                     | HC Sporta Hlohovec                                | HC Michalovce                                     |
| 2014 | Tatran Prešov                                     | HK Topoľčany                                      | HC Sporta Hlohovec                                |
| 2015 | Tatran Prešov                                     | HC Sporta Hlohovec                                | HK Topoľčany                                      |
| 2016 | Tatran Prešov                                     | HC Sporta Hlohovec                                | HKM Šaľa                                          |
| 2017 | Tatran Prešov                                     | HKM Šaľa                                          | HK Topoľčany                                      |
| 2018 | Tatran Prešov                                     | HK Topoľčany                                      | MŠK Povážská Bystrica                             |
| 2019 | Tatran Prešov                                     | MŠK Povážská Bystrica                             | HKM Šaľa                                          |
| 2020 | A koronavírus-járvány miatt nem avattak bajnokot. | A koronavírus-járvány miatt nem avattak bajnokot. | A koronavírus-járvány miatt nem avattak bajnokot. |
| 2021 | Tatran Prešov                                     | MŠK Povážská Bystrica                             | Košice Crows                                      |
| 2022 | Tatran Prešov                                     | HK Košice                                         | MŠK Povážská Bystrica                             |
| 2023 | MŠK Povážská Bystrica                             | Tatran Prešov                                     | HK Košice                                         |
| 2024 | Tatran Prešov                                     | MŠK Povážská Bystrica                             | Kúpele Bojnice                                    |
| 2025 | Tatran Prešov                                     | MŠK Povážská Bystrica                             | Kúpele Bojnice                                    |

## Lásd még
- Szlovák női kézilabda-bajnokság (első osztály)
- Csehszlovák férfi kézilabda-bajnokság (első osztály)